# 3021 Lucubratio
A 3021 Lucubratio (ideiglenes jelöléssel 1967 CB) a Naprendszer kisbolygóövében található aszteroida. Paul Wild fedezte fel 1967. február 6-án.